# 北朝鮮によるタイ人拉致
北朝鮮によるタイ人拉致（きたちょうせんによるタイじんらち）は、タイ王国国籍の一般市民が朝鮮民主主義人民共和国（北朝鮮）特殊機関の工作員などにより拉致・誘拐されていること。深刻な人権侵害であり、タイ王国に対する主権侵害行為である。

## 目撃証言
1982年7月、初めて北朝鮮へ渡り、のちに金正日専属の料理人となる藤本健二は、最初に料理人を務めることになる平壌の「安山館」のカラオケバーで日本人マスターとママ、タイ人ホステス7人を目撃した。話を聞くとタイで「日本に仕事がある」と騙されて拉致されてきた女性たちであった。藤本によれば、契約料月額1,500ドルで彼女たちに売春をさせ、その稼ぎをすべて彼女たちのものとした。タイの女性たちは「私たちは、もうどうにもならない」と諦め顔であったという。しかし、その後藤本を北朝鮮に斡旋した貿易会社の社長が平壌を訪れ、女性に売春させるような店なら自分はもう従業員を紹介しないと宣告すると、ここでの売春は停止されたという。
1978年1月に金正日によって拉致され、1986年3月に脱出に成功した韓国の有名な女優、崔銀姫は、北朝鮮での抑留生活のなか、1979年から1980年にかけての時期に東北里の招待所で散歩中にポルトガル領マカオから拉致されてきた「ミス・孔」（本名、孔令譻）と知り合った。「ミス・孔」はマカオのリスボア・ホテルの宝石店で働いていた1978年7月2日、蘇妙珍というもう1人の女性とともに拉致された中国人女性で、拉致当時20歳であった。崔銀姫が「ミス・孔」から聞いた話によれば、彼女たちはその日、日本人を名乗る裕福そうな男性2人に観光ガイドを頼まれており、彼らのガイドのため海岸に行った
。すると、そこでナイトクラブで働いているという10歳くらい年上の初対面の女性と一緒になった。4人がボートに乗せられ海岸付近を巡回したのち、沖に出て無理やり大きな船に乗せられて北朝鮮に連行された。このなかのひとりがタイ人女性アノーチャ・パンジョイであった。
曽我ひとみの夫チャールズ・ジェンキンス（1965年1月入北）は、北朝鮮でラリー・アレン・アブシャー二等兵（1962年5月入北）、ジェームズ・ドレスノク一等兵（1962年8月入北）、ジェリー・パリッシュ伍長（1963年12月入北）ら他の米軍逃亡兵とともに抑留生活を送った。アブシャー二等兵は1980年にタイ人アノーチャ・パンジョイと結婚、2人はジェンキンス・曽我夫妻の近所に住んだ。1983年、夫のラリー・アブシャーは心臓発作で亡くなるが、その後もジェンキンス夫妻とは親しく交流した。1989年、アノーチャはドイツ人男性と再婚することになったと言い、ジェンキンス夫妻はそれ以来、彼女をみていない。アノーチャの再婚相手は工作員であったようである。
ジェンキンスの著した『告白』によれば、アノーチャはタイ北部のチェンマイ近郊の小さな村の出身で、曽我ひとみより2､ 3歳年上、マカオには出稼ぎで来ており、マッサージガールをしていた。アノーチャが拉致されたのは「ミス・孔」が拉致されたのと同日で、アノーチャを乗せて北朝鮮に向けて連行した船のなかには、アジア人女性が他に2人いたという。アノーチャはその後、長らく行方不明だったが、ジェンキンスの証言や彼が持ち帰った写真などから、2005年に平壌で生存していることが確認され、そのことはタイ国内でも報道された。アノーチャの兄スカム・パンジョイは、父の死後も、マカオで失踪した妹が生きていることをずっと信じていた。甥のバンジョン・パンジョイも父スカムの手紙を持参し、東京へ6度訪れている。北朝鮮当局はアノーチャの拉致を否定したが、タイ政府は外交圧力を続けている。

## 拉致の背景
金日成によって後継者に指名された金正日は、1976年の対南工作部門幹部会議において、工作員の現地化教育を図ること、そのために外国人を積極的に拉致するよう指令を出したといわれる。1977年、金正日は、北朝鮮の工作員たちに対し「マグジャビ」（手当たり次第）に外国人を誘拐するよう命じた。

## 現状と解決に向けた取り組み
タイ王国政府は、北朝鮮政府と直接交渉をしている。北朝鮮に対し調査依頼をしており、外交レベルで拉致問題を取り上げているのは、日本、韓国、ルーマニア以外ではタイだけである（2006年段階）。
2014年2月17日、国際連合人権理事会の決議を受けて設置された北朝鮮の人権に関する調査委員会が最終報告書を発表した。報告書は北朝鮮に対して、生存拉致被害者とその子どもを即時帰国させること、正確な情報を提供すること、もし亡くなっている場合はその遺骨を返還することなどを北朝鮮に要求した。これを受けて開かれた同年3月3日の国際拉致解決連合第3回総会では、「拉致の命令者は政権の最高権力者である金日成、金正日であると断定した」とする共同声明が出された。総会にはアノーチャ・パンジョイの甥、バンジョン・パンジョイが参加した。
2016年11月、タイの首都バンコクで外国人拉致に関する国際会議が開催された。会議の正式名称は、International Mini-symposium on “Foreigner Abductions by the DPRK and Responses from International Community であった。主催はタイ国立カセサート大学である。
北朝鮮当局は、タイ人たちの拉致を認めていない。外国人拉致は、相手国に対する主権侵害行為であり、したがって、一刻も早い原状回復（拉致被害者の解放・帰国）、犯人の相手国への引き渡し、公式な謝罪、被害に対する補償をおこなわなければならない。

## 関連組織
- 北朝鮮に拉致された人々を救援する会チェンマイ（代表：海老原智治）